# Giacomo de Via
Giacomo de Via, o Jacopo  o Jacques (Cahors, ... – Avignone, 13 giugno 1317), è stato un vescovo cattolico e cardinale francese.
Era figlio di Pietro e di Maria Duèze e fratello del cardinale Arnaldo de Via e nipote, per via materna, di Giacomo Duèze, che divenne papa con il nome di Giovanni XXII il 7 agosto 1316.

## Biografia
Fu arcidiacono di Mende. Il 20 febbraio 1313 fu eletto vescovo della diocesi di Avignone, subentrando così allo zio, nominato cardinale. Nel concistoro del 17 dicembre 1316 lo zio, divenuto nel frattempo papa,  lo nominò cardinale presbitero dei Santi Giovanni e Paolo
Morì ad Avignone il 13 giugno 1317 e la sua salma fu tumulata nella  cattedrale di Avignone.